# Vivek Oberoi
Vivek Anand Oberoi' inaczej Viveik Oberoi (hindi: विवेक ओबेरोई, tamilski: விவேக் ஒபெராய்; ur. 3 września 1976 w Ćennaj, Tamilnadu, Indie) – indyjski aktor bollywoodzki.
Jest synem aktora Suresha Oberoi, żonaty z Priyanką Alvą od 29 października 2010, wyznania hinduistycznego. Za swój debiut w 2002 roku w Towarzystwie nagrodzony Nagrodą Filmfare za Najlepszy Debiut. Zaangażowany w działalność charytatywną. Sponsoruje wioskę zniszczoną przez tsunami.

## Filmografia
| Rok  | Film                             | Rola                       | Reżyser                                                                             | Inne uwagi |
| ---- | -------------------------------- | -------------------------- | ----------------------------------------------------------------------------------- | --- |
| 2002 | Towarzystwo                      | Chandrakant "Chandu" Nagre | Ram Gopal Varma                                                                     | Nagroda Filmfare za Najlepszy Debiut Nagroda Filmfare dla Najlepszego Aktora Drugoplanowego Nagroda Zee Cine za Najlepszy Debiut Nagroda Zee Cine dla Najlepszego Aktora Drugoplanowego Nagroda Screen Weekly za Najlepszy Debiut Stardust Superstar of Tomorrow – Male |
| 2002 | Road                             | Arvind Chauhan             | Rajat Mukherjee                                                                     | Nagroda Screen Weekly za Najlepszy Debiut Stardust Superstar of Tomorrow – Male |
| 2002 | Ukochana                         | Aditya Sehgal              | Shaad Ali                                                                           | nominacja do Nagrody Filmfare dla Najlepszego Aktora Nagroda Screen Weekly za Najlepszy Debiut nominacja do Nagrody Screen Weekly dla Najlepszego Aktora |
| 2003 | Dum                              | Uday                       | E. Niwas                                                                            | |
| 2003 | Darna Mana Hai                   | Amar                       | Prawal Raman                                                                        | |
| 2004 | Młodość                          | Arjun                      | Mani Ratnam                                                                         | Nagroda Stardust dla Najlepszego Aktora Drugoplanowego |
| 2004 | Kyun...! Ho Gaya Na              | Arjun                      | Samir Karnik                                                                        | autor scenariusza i dialogów |
| 2004 | Masti                            | Meet Mehta                 | Indra Kumar                                                                         | |
| 2005 | Czas zguby                       | Dev Malhotra               | Soham                                                                               | |
| 2005 | Kisna                            | Kisna Singh                | Subhash Ghai                                                                        | |
| 2005 | Deewane Huye Pagal               | Narrator (Sutradhar)       | Vikram Bhatt                                                                        | gościnnie |
| 2006 | Home Delivery: Aapko... Ghar Tak | Sunny Chopra               | Sujoy Ghosh                                                                         | |
| 2006 | Paani                            |                            | Shenkar Kapur                                                                       | |
| 2006 | Pyare Mohan                      | Mohan                      | Indra Kumar                                                                         | |
| 2006 | Omkara                           | Keshav "Kesu" Firangi      | Vishal Bhardwaj                                                                     | Nagroda Bollywood Movie Award dla Najlepszego Aktora Drugoplanowego |
| 2006 | Naksha                           | Vicky                      | Sachin Bajaj                                                                        | |
| 2007 | Shootout at Lokhandwala          | Maya Dolas                 | Apoorva Lakhia                                                                      | Max Stardust Awards – wyróżniająca się rola |
| 2007 | Fool and Final                   | Luckee                     | Ahmed Khan                                                                          | |
| 2007 | 10 opowieści                     |                            | Sanjay Gupta, Apoorva Lakhia, Hansal Mehta, Jasmeet Dhodi, Meghna Gulzar, Rohit Roy | |
| 2008 | Misja Stambuł                    | Rizwan                     | Apoorva Lakhia                                                                      | |